# احترام (مجموعه تلویزیونی)
احترام: سریال ارجمند چوزر (به ترکی استانبولی :Saygı: Bir Ercüment Çözer Dizisi) ، که قسمت اول آن در تاریخ ٢٧ اکتبر سال ٢٠٢٠ پخش شد. این سریال به تهیه کنندگی BluTV و Inter Medya و به کارگردانی علی تانر بالتاجی و نویسندگی ارجان محمت اردم ، یک مجموعه تلویزیونی درام اینترنتی ساخت ترکیه است. این سریال یک اسپین‌آف از سریال بهزات چ. داستان کارآگاه آنکارا است. بازیگران اصلی سریال نجات ایشلر، میرای دانر، بوران کوزوم و داملا سونمز هستند.

## بازیگران و شخصیت‌ها
- نجات ایشلر: ارجومنت چوزر
- میرای دانر: هلن آلتوع
- بوران کوزوم: ساواش کایا
- داملا سونمز: آریا
- روژدا دمیرر: حسرت یاکار
- سارپ آک‌کایا: سلیم حاجی‌اوغلو
- ارکان جان: یاووز
- تانسو بیچر: هالیت محمت گوچلو
- ایتیر اسن: امینه چوزر
- فورکان دیدیم: جوانی ارجومنت چوزر

## بررسی اجمالی
| فصل | قسمت‌ها | قسمت‌ها | تاریخ اصلی روی آنتن رفتن | تاریخ اصلی روی آنتن رفتن | تاریخ اصلی روی آنتن رفتن |
| فصل | قسمت‌ها | قسمت‌ها | اولین بار                | آخرین بار                | شبکه                     |
| --- | ------ | ------ | ------------------------ | ------------------------ | ------------------------ |
| ۱   | ۸      | ۸      | ۲۷ اکتبر ۲۰۲۰            | ۱۵ دسامبر ۲۰۲۰           | بلوتی‌وی                  |
| ۲   | ۸      | ۸      | ۲۳ سپتامبر ۲۰۲۱          | ۱۱ نوامبر ۲۰۲۱           | بلوتی‌وی                  |

## قسمت‌ها
فصل ۱ (۲۰۲۰)
| قسمت | کارگردان         | نویسنده         | تاریخ انتشار   |
| ---- | ---------------- | --------------- | -------------- |
| ۱    | علی تانر بالتاجی | ارجان محمت اردم | ۲۷ اکتبر ۲۰۲۰  |
| ۲    | علی تانر بالتاجی | ارجان محمت اردم | ۳ نوامبر ۲۰۲۰  |
| ۳    | علی تانر بالتاجی | ارجان محمت اردم | ۱۰ نوامبر ۲۰۲۰ |
| ۴    | علی تانر بالتاجی | ارجان محمت اردم | ۱۷ نوامبر ۲۰۲۰ |
| ۵    | علی تانر بالتاجی | ارجان محمت اردم | ۲۴ نوامبر ۲۰۲۰ |
| ۶    | علی تانر بالتاجی | ارجان محمت اردم | ۱ دسامبر ۲۰۲۰  |
| ۷    | علی تانر بالتاجی | ارجان محمت اردم | ۸ دسامبر ۲۰۲۰  |
| ۸    | علی تانر بالتاجی | ارجان محمت اردم | ۱۵ دسامبر ۲۰۲۰ |

فصل ۲ (۲۰۲۱-)
| قسمت          | کارگردان    | نویسنده         | تاریخ انتشار    |
| ------------- | ----------- | --------------- | --------------- |
| ۱             | ایندر میلار | ارجان محمت اردم | ۲۳ سپتامبر ۲۰۲۱ |
| ۲             | ایندر میلار | ارجان محمت اردم | ۳۰ سپتامبر ۲۰۲۱ |
| ۳             | ایندر میلار | ارجان محمت اردم | ۷ اکتبر ۲۰۲۱    |
| ۴             | ایندر میلار | ارجان محمت اردم | ۱۴ اکتبر ۲۰۲۱   |
| ۵             | ایندر میلار | ارجان محمت اردم | ۲۱ اکتبر ۲۰۲۱   |
| ۶             | ایندر میلار | ارجان محمت اردم | ۲۸ اکتبر ۲۰۲۱   |
| ۷             | ایندر میلار | ارجان محمت اردم | ۴ نوامبر ۲۰۲۱   |
| ۸(فصل پایانی) | ایندر میلار | ارجان محمت اردم | ۱۱ نوامبر ۲۰۲۱  |